# Роб Томас
Роберт Келлі Томас — американський рок-музикант, автор пісень, вокаліст рок-гурту «Matchbox Twenty» з Флориди. Є співавтором та співвиконавцем пісні «Smooth», написаної для Карлоса Сантани і відзначеною трьома преміями «Греммі» в 2000 році.

## Дитинство
Народився 14 лютого 1972 року на території американської військової бази, розташованої в німецькому місті Ландштуль. Батьки хлопця не зійшлися характерами і незабаром розлучилися. Роб більшу частину свого дитинства провів на території Флориди і Південної Кароліни. Цікавився музикою ще з ранніх років. У 13 років усвідомив, що бажає пов'язати своє життя з музикою. У 17 років хлопець закинув навчання, втік з дому і став заробляти на життя співом у складі маловідомих музичних груп.

## Кар'єра
У 1993 році створив власний колектив «Tabitha's Secret», який складався з трьох чоловік. Значних успіхів колектив не досяг, на жаль, не вдалося, але музиканти все ж випустили кілька якісних альбомів. У 1995 році Роб Томас заснував новий колектив, названий «Matchbox Twenty». Музичний стиль колективу був сумішшю класичного року 1970-х і пост-гранжу. Він став основним вокалістом гурту, а також автором більшості її пісень. У жовтні 1996 року група випустила свій дебютний альбом «Yourself or Someone Like You», який досяг п'ятого рядка в хіт-параді «Billboard 200» і в підсумку розійшовся тиражем в 12 мільйонів проданих копій.
У 1999 році вийшов альбом Карлоса Сантани «Supernatural», головним хітом якого стала пісня «Smooth». Музику написав Ітаал Шур, а слова — Роб Томас, який також виконав вокальну партію. Композиція досягла першого рядка хіт-параду «Billboard Hot 100». За підсумками року пісня була відзначена трьома преміями «Греммі», в номінаціях «Найкраща пісня», «Найкращий запис» і «Найкраще спільне вокальне поп-виконання». Після двох платинових альбомів, випущених групою Matchbox Twenty в 2000 і 2002 роках, музиканти взяли перерву в спільній творчій діяльності. У цей період Томас зосередився на сольній кар'єрі і в квітні 2005 року випустив альбом «…Something to Be», що став платиновим у США і Австралії, а також піднявся на вершину американського хіт-параду.

## Особисте життя
Наприкінці 1997 року Роб познайомився з моделлю Марісоль Мальдонадо на вечірці в Монреалі. Оскільки його міжнародне турне було в самому розпалі, парі доводилося спілкуватися тільки по телефону. Коли Роб повернувся з гастролей, пара вирушила на перше побачення, яке пройшло на музичному фестивалі в Бостоні. На цьому побаченні Томас запитав Марісоль, чи вийде вона за нього, і через місяць зробив їй пропозицію. 2 жовтня 1998 року вони побралися.
Від попередніх стосунків є син Мейсон, який народився 10 липня 1998 року.

## Дискографія
- 2005 — …Something to Be
- 2009 — Cradlesong
- 2015 — The Great Unknown
- 2019 — Chip Tooth Smile